# Honoka Hayashi
Honoka Hayashi (jap. 林 穂之香, Hayashi Honoka; * 19. Mai 1998 in Uji, Präfektur Kyoto) ist eine japanische Fußballnationalspielerin.

## Karriere

### Verein
Hayashi spielte in der Jugend für die Cerezo Osaka Sakai Ladies. Sie begann ihre Karriere bei Cerezo Osaka Sakai Ladies. Im Dezember 2021 erhielt sie einen Zweijahresvertrag bei AIK Solna.

### Nationalmannschaft
Hayashi gehörte als jüngste Spielerin zum Kader der japanischen U-20-Nationalmannschaft für die U-20-Weltmeisterschaft der Frauen 2016 in Papua-Neuguinea. Sie kam in zwei Gruppenspielen zum Einsatz und erzielte ein Tor beim 5:0-Sieg gegen Kanada.
Durch den Gewinn der U-19-Asienmeisterschaft 2017, bei der sie in einem Gruppenspiel (1 Tor) sowie im Halbfinale und Finale eingesetzt wurde, qualifizierte sie sich auch für die U-20-Fußball-Weltmeisterschaft der Frauen 2018. Hier kam sie in allen sechs Spielen zum Einsatz, erzielte im Auftaktspiel gegen die USA den 1:0-Siegtreffer und gewann mit ihrer Mannschaft den Titel – den ersten für die japanische U-20-Mannschaft.
Hayashi wurde 2019 in den Kader der japanischen Nationalmannschaft berufen und kam bei der Ostasienmeisterschaft zum Einsatz. Sie absolvierte ihr erstes Länderspiel für die japanischen Nationalmannschaft am 11. Dezember gegen Taiwan. Es blieb ihr einziger Einsatz im Turnier.
Sie wurde auch für die wegen der COVID-19-Pandemie um ein Jahr verschobenen Olympischen Spiele in Tokio nominiert. Bei den Spielen wurde sie in zwei Gruppenspielen und im mit 1:3 gegen den späteren Silbermedaillengewinner Schweden verlorenen Viertelfinale eingesetzt. 
Für die Asienmeisterschaft im Januar 2022 wurde sie ebenfalls nominiert. Beim Turnier kam sie im ersten Gruppenspiel sowie im Viertel- und Halbfinale zum Einsatz, das mit 3:4 im Elfmeterschießen gegen China verloren wurde. Durch den Einzug ins Halbfinale hatten sich die Japanerinnen aber als erste Mannschaft nach den Gastgeberinnen für die WM 2023 qualifiziert.
Am 13. Juni 2023 wurde sie für den finalen Kader bei der Weltmeisterschaft 2023 nominiert. Bei der WM, die für die Japanerinnen mit einer Viertelfinalniederlage gegen Schweden endete, wurde sie in drei der fünf Spiele ihrer Mannschaft eingesetzt.

## Erfolge

### Nationalmannschaft
- U-19-Asienemeisterschaft 2017
- U-20-Weltmeisterschaft: 2018
- Fußball-Ostasienmeisterschaft der Frauen: 2019